# دیوید راکوف
دیوید بنجامین راکوف (به انگلیسی: David Benjamin Rakoff) (زادهٔ ۲۷ نوامبر ۱۹۶۴ در مونترآل – درگذشتهٔ ۹ اوت ۲۰۱۲ در منهتن) نویسندهٔ متولد کانادا و ساکن آمریکا بود که جایزهٔ آمریکایی «توربر» برای طنز را در کارنامه داشت.

## زندگی
دیوید راکوف در ۲۷ نوامبر ۱۹۶۴ در مونترآل به دنیا آمد. پدربزرگ و مادربزرگ او که از یهودیان لتونی و لیتوانی بودند در ابتدای سدهٔ بیستم به آفریقای جنوبی مهاجرت کردند. خانوادهٔ راکوف در سال ۱۹۶۱ به دلایل سیاسی آفریقای جنوبی را ترک کردند و برای مدت هفت سال در مونترآل اقامت گزیدند. در سال ۱۹۶۷ وقتی که دیوید سه سالش بود از آن‌جا به تورنتو نقل‌مکان کردند.
دیوید راکوف در سال ۱۹۸۲ از دبیرستان فارغ‌التحصیل شد و در همان سال به نیویورک سیتی مهاجرت کرد تا در دانشگاه کلمبیا درس بخواند؛ جایی که در آن به تحصیل در رشتهٔ مطالعات شرق آسیا پرداخت. او سه سال تحصیل در کالجش را در لندن و در مدرسهٔ مطالعات مشرق‌زمین و آفریقا گذراند و در سال ۱۹۸۶ فارغ‌التحصیل شد. او در ژاپن در یک انتشارات در زمینهٔ هنرهای ظریف به عنوان مترجم کار کرد. کار او در آن‌جا پس از چهار ماه به دلیل بیماری لنفوم هوچکین مختل شد. او برای هجده ماه به تورنتو بازگشت تا بیماری‌اش را مداوا کند. از سال ۱۹۸۲ راکوف در آمریکا زندگی می‌کرد؛ اول به عنوان دانش‌آموز و سپس به عنوان مقیم و در نهایت در دههٔ ۱۹۹۰ او گرین کارت دریافت کرد. پس از ۲۱ سال زندگی در آمریکا به دلیل علاقه به این‌که بتواند فعالیت‌های سیاسی هم شرکت کند او شهروندی ایالات متحده آمریکا را پذیرفت
در سال ۲۰۱۰ هنگامی که او مشغول نوشتن کتابش «نیمه‌خالی» بود بیماری سرطان او تشخیص داده شد و در نتیجه او شروع کرد به شیمی‌درمانی.
در نهایت در ۹ اوت ۲۰۱۲ در ۴۷ سالگی منهتن درگذشت. یکی از نویسندگان و همکاران او در رابطه با مرگ او چنین گفت راکوف مدت زیادی بود که از بیماری سرطان رنج می‌برد و در نهایت به بیماریش تسلیم شد و از ادبیات داستانی طنز خداحافظی کرد.

## فعالیت‌ها
راکوف برای چندین نشریهٔ معتبر آمریکایی داستان و مقاله می‌نوشت که نیویورک تایمز و نیوزویک از جملهٔ آن‌هایند. او با برنامهٔ «زندگی آمریکایی» نیز همکاری می‌کرد.
در ماه اکتبر سال ۲۰۱۱ مجموعه مقاله‌های او با عنوان «نیمهٔ خالی» توانست برندهٔ جایزهٔ طنز توربر شود. از دیگر کتاب‌های پرفروش او می‌توان به کتاب «بیش از حد راحت و متقلب نشو» اشاره کرد.
بیل توماس ویراستار کتاب‌های راکوف که مدت طولانی بود با او همکاری می‌کرد در مورد او گفت راکوف کوتاه زندگی کرد اما زندگی جالبی داشت و در ادبیات طنز بسیار غنی بود. توماس در ادامه افزود که راکوف نویسنده‌ای شوخ و تند ذهن بود، اما مهمتر از همه این است که او نویسنده‌ای سخاوتمند بود.
یکی از همکاران او گفت قصد داریم آخرین کار راکوف را سال آینده منتشر کنیم. نام این کتاب می‌تواند «عشق» یا «بی‌احترامی» یا «ازدواج» یا «مرگ»، «گرامی» یا «هلاک» باشد.

## پی‌نوشت
1. 1 2 3 4 5 6 7  «دیوید راکوف درگذشت»،  ایبنا.
2. ↑  Zimmer, Elizabeth, "The hungry eye"[پیوند مرده], The Australian, August 16, 2008. Retrieved January 20, 2010.
3. ↑  Rakoff, David, "About men: extraordinary alien", نیویورک تایمز, October 9, 1994. Retrieved January 20, 2010. See also Walters, Juliet, "Just for Laughs: just for lunch: writer David Rakoff on Schwartz's, ethics, and comedy", Montreal Mirror, 2007. Retrieved January 20, 2010.
4. ↑  Salazar-Rubio, Sofia, "Author David Rakoff on the Charmed Life of a Writer"[پیوند مرده], The Daily Californian, February 28, 2008. Retrieved January 20, 2010.
5. ↑  Interview on نمایش روزانه, 14 October 2010